# Зеленортска Острва на Олимпијским играма
Зеленортска Острва су  први пут учествовала на Олимпијским играма 1996. године и од тада су слали своје спортисте на све наредне одржане Летње олимпијске игре.
Зеленортска Острва нису никада слали своје представнике на Зимске олимпијске игре. Представници Зеленортских Острва закључно са Олимпијским играма одржаним 2016. године у Рио де Жанеиру нису освојили ниједну олимпијску медаљу.
Национални олимпијски комитет Зеленортских Острва (Comité Olímpico Caboverdeano) је основан 1989. и признат од стране Међународног олимпијског комитета 1993- године.

## Медаље

### Учешће и освојене медаље на ЛОИ
| Учешће и освојене медаље Зеленортских Острва на ЛОИ |                       |        |      |      |        |       |        |        |        |         |
| ЛОИ                                                 | Носилац заставе       | Учешће | Муш. | Жене | спорт. | Злато | Сребро | Бронза | Укупно | Пласман |
| 1996 Атланта                                        | Мануел Жесус Родригес | 3      | 2    | 1    | 1      | 0     | 0      | 0      | 0      |         |
| 2000 Сиднеј                                         | Исменија Федерико     | 2      | 1    | 1    | 1      | 0     | 0      | 0      | 0      |         |
| 2004 Атина                                          | Вања Монтеиро         | 3      | 2    | 1    | 3      | 0     | 0      | 0      | 0      |         |
| 2008 Пекинг                                         | Вања Монтеиро         | 2      | 1    | 1    | 2      | 0     | 0      | 0      | 0      |         |
| 2012 Лондон                                         | Адишангела Мониз      | 3      | 2    | 1    | 2      | 0     | 0      | 0      | 0      |         |
| 2016 Рио де Жанеиро                                 | Марија Андраде        | 5      | 2    | 3    | 4      | 0     | 0      | 0      | 0      |         |
| 2020. Токио                                         |                       |        |      |      |        |       |        |        |        |         |
| 2024. Париз                                         |                       |        |      |      |        |       |        |        |        |         |
| 2028. Лос Анђелес                                   | предстојећи догађај   |        |      |      |        |       |        |        |        |         |
| 2032. Бризбејн                                      | предстојећи догађај   |        |      |      |        |       |        |        |        |         |
| Укупно (6)                                          |                       | 18     | 9    | 9    |        | 0     | 0      | 0      | 0      |         |

### Преглед учешћа спортиста Зеленортски Острва по спортовима на ЛОИ
Стање после ЛОИ 2012.
| Спорт               | Период | Период   | Укупно | Мушки | Жене |   |   |   |   |
| Спорт               | Прво   | Последње | Укупно | Мушки | Жене |   |   |   |   |
| ------------------- | ------ | -------- | ------ | ----- | ---- | - | - | - | - |
| Атлетика            | 1996.  | 2016.    | 7      | 5     | 2    | 0 | 0 | 0 | 0 |
| Бокс                | 2004.  | 2016.    | 2      | 2     | 0    | 0 | 0 | 0 | 0 |
| Ритмичка гимнастика | 2004.  | 2016.    | 2      | 0     | 2    | 0 | 0 | 0 | 0 |
| Теквондо            | 2016.  | 2016.    | 1      | 0     | 1    | 0 | 0 | 0 | 0 |
| Џудо                | 2012.  | 2012.    | 1      | 0     | 1    | 0 | 0 | 0 | 0 |
| Укупно (5)          |        |          | 13     | 7     | 6    | 0 | 0 | 0 | 0 |

Разлика у горње две табеле од 5 учесника (2 мушкарца и 3 жене) настала је у овој табели јер је сваки спотиста без обриза колико је пута учествовао на играма и у колико разних спортова на истим играма рачунат само једном.

## Занимљивости
- Најмлађи учесник: Лидиане Лопес, 17 година и 337 дана Лондон 2012. атлетика
- Најстарији учесник: Антонио Карлос Пиња, 38 година и 225 дана Пекинг 2004. атлетика
- Највише учешћа: 3 Антонио Карлос Пиња (1996, 2000, 2004)
- Највише медаља: -
- Прва медаља: -
- Прво злато: -
- Најбољи пласман на ЛОИ: -
- Најбољи пласман на ЗОИ: -